# Бохай

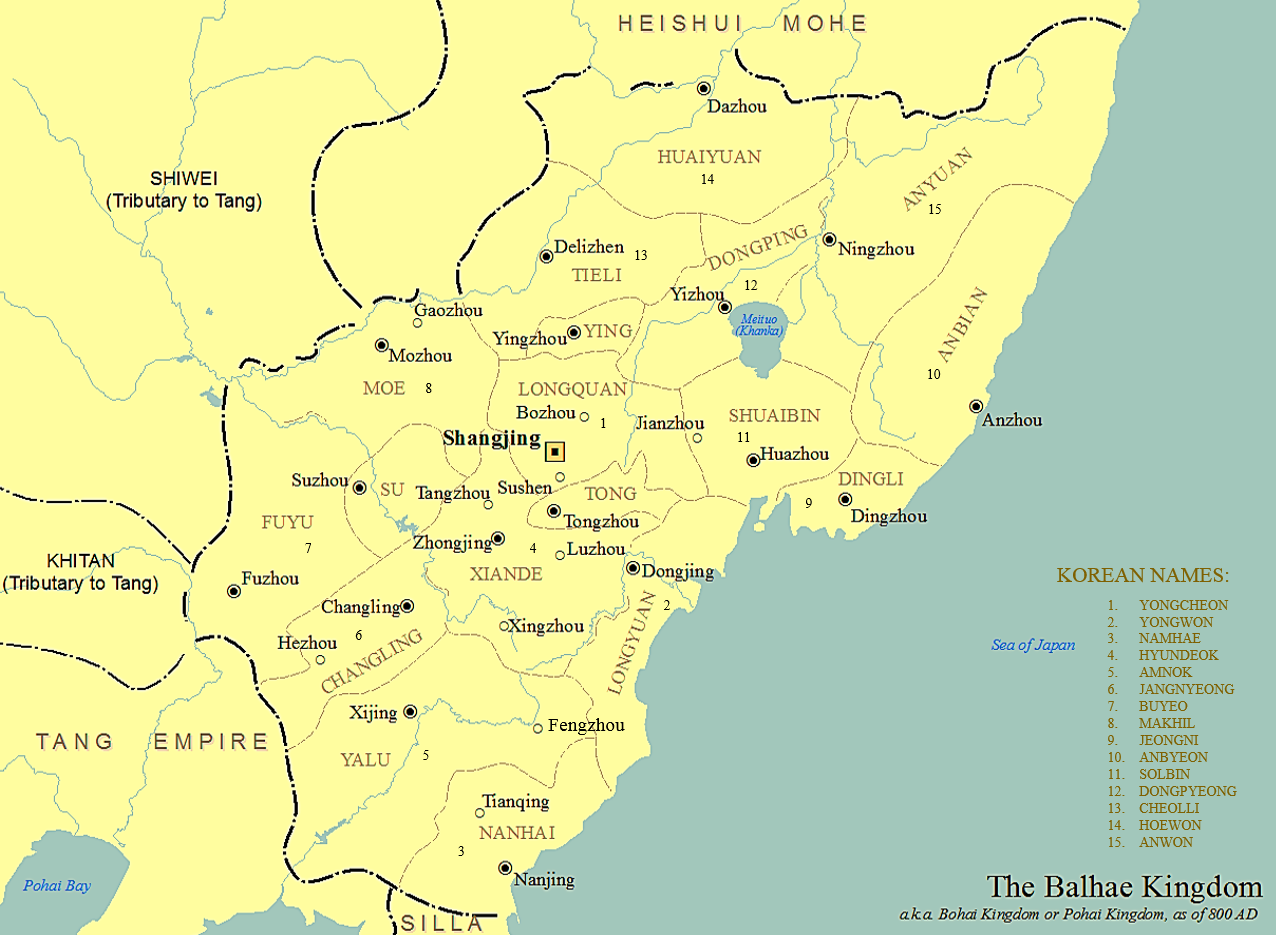
Административное деление Бохай с китайскими и корейскими названиями

Боха́й (кит. 渤海), в корейском варианте Пархэ́ (кор. 발해) (698—926 годы) — первое государство тунгусо-маньчжуров, располагавшееся на территории южной Маньчжурии, юга Приморского края и в северной части Корейского полуострова. В 926 году было завоёвано киданями.
Бохай был многонациональным государством, его основным населением были мохэ. На юге, на современной территории КНДР, проживал народ когурё, на западе в районе Тунляо проживали кидани, а на севере эвенки. Бохай обладал развитыми средневековыми ремёслами и занимался торговлей с соседними странами, такими как Тюркский каганат, Япония, Силла и Империя Тан.
В Пархэ правили 15 «великих ванов» (государей), и просуществовало оно около 230 лет, пока не было покорено киданьскими племенами в 926 г. Период правления первых трёх ванов, начиная с Ко-вана (Тэ Чоёна), характеризовался прогрессом и развитием государства. Далее, до времени правления десятого по счету короля Сон-вана (818—829), следовал период упадка. При Сон-ване был короткий «средний период процветания». В правление остальных пархэских государей, очевидно, больших изменений в лучшую сторону не происходило, поскольку о них практически ничего не известно.
В 926 году Ляо покорила Бохай и основала вассальное княжество Дундань, управляемое принцем Ляо Елюй Туюй (кит. Пэй).
Согласно «Старой книге Тан», в начале своего существования государство имело существенно больше 100 000 домашних хозяйств и обычаем было похоже на киданей. Археологические данные свидетельствуют о том, что культура Бохай была уникальной для региона. В архитектурных методах прослеживалось влияние Когурё, с явно выраженным регионом постоянного проживания представителей этноса Когурё в КНДР и района реки Ялу. В государственном устройстве прослеживается влияние Китая. А также культурного влияния соседей — империи Ляо и протояпонских государств. В целом же культура является предковой для культуры чжуржэней и Золотой Империи.

## Предпосылки образования
Предпосылкой к возникновению бохайского государства явилось наличие производящего хозяйства (земледелия и животноводства) у наиболее развитых мохэских племён. Однако непосредственным толчком к объединению мохэсцев в союз, а затем в государство, послужило военное давление со стороны соседей — сначала древнекорейского государства Когурё и тюрок, а затем китайской империи Тан. В первой половине VII века китайцы начали активные завоевательные походы на народы Центральной Азии, Маньчжурии и Кореи. В 630 году был уничтожен Восточно-тюркский каганат, в 668 году — Когурё.
Усиление давления империи Тан на востоке спровоцировало выступление киданей — в 696 году они подняли бунт, взяли пограничный город Инчжоу и начали наступление вглубь китайского государства. Вместе с ними поднялись когурёсцы под командованием Цици Чжунсяна и мохэсцы под командованием Цисы Биюя. Первоначально они действовали вместе, но вскоре когурёсцы и мохэсцы отделились и пошли на восток. Империя Тан стремилась разделить восставших, поэтому пожаловала Цици Чжунсяну и Цисы Биюю княжеские титулы. Но предводители повстанцев не подчинились. Со временем ситуация стала меняться: кидани разгромили 170-тысячную танскую армию. Это заставило танцев обратиться за помощью к тюркам. Последние пришли на помощь Тан и разгромили основные силы киданей. Наступление китайцев и тюрок по суше было поддержано флотом Тан — по морю в тыл киданям был переброшен десант из 50 тысяч солдат.
Часть киданей покорились китайцам и перешли к ним на службу. Тан отрядила киданьского военачальника Ли Кай-гу на подавление мохэсцев и когурёсцев. К тому времени Цици Чжунсян умер, войско Цисы Биюя было разбито, а сам он погиб. Во главе когурёсцев и мохэсцев стал Цзо-чжун — сын Цици Чжунсяна. Он повёл свои группы дальше на восток, преследуемый армией Ли Кай-гу.

## История
После падения Когурё его территории были переданы Силла его сюзереном Империей Тан.
Однако Силла не смогла удержать часть этих территорий, и они были заняты Бохай в 713 году, вследствие чего когурёсцы оказали существенное влияние на строительные технологии Бохай.
В 714 году был заключён мир с китайской Империей Тан, и после получения титулатуры Великого Вана от танского Китая, государство стало известно под названием Бохай.
В 713 году танский Китай пожаловал Тэ Чоёну титул правителя Пархэ и по совместительству — должность губернатора области Хольханчжу. С тех пор новое государство в северной части Корейского полуострова и Маньчжурии стало именоваться Пархэ, или по-китайски — Бохай, что значит Море Бо. Иероглиф «государство» к названию Пархэ стал добавляться лишь с 762 года, что связано с длительностью процесса формирования и укрепления нового государства, а также с постепенным ослаблением влияния танского Китая.
Бохай было независимым государством, несмотря на то что Китай неоднократно жаловал его правителю подчинённый титул вана. Будучи не в силах покорить Бохай военным путём, Китай не мог как-либо существенно влиять на внутреннюю и внешнюю политику этого государства. Бохай ни разу не откликнулся на требования Китая о военной помощи в его войнах с соседями. Бохайские правители поддерживали самостоятельные политические и торговые отношения с Японией, Силла и Вторым тюркским каганатом, имели собственную систему летосчисления и собственную синкретическую государственную религию, близкую к синто и смешавшую в себе шаманизм, даосизм и тенгрианство. Всё это свидетельствует о независимости несмотря на оспаривание Китаем сюзеренных прав.
Второй правитель У (719—737) Послал миссию в Японию в 728 году, чтобы угрожать Силле с юго-востока. Бохай поддерживало дипломатические и торговые контакты с Японией вплоть до конца своего существования. Бохай направило посланников в Японию 34 раза, в то время как Япония отправила своих послов в Бохай 13 раз.
Третий правитель Вэнь (737—793) начал брать дань с народа Тели жившего у озера Ханка. Во время его правления был установлен торговый путь с Силлой, называемый «Силладо» (신라도; 新道道). Вэнь несколько раз перенес столицу Бохай. Он также основал Сангъен, постоянную столицу близ озера Цзинпо на юге современной провинции Хэйлунцзян около 755 года.
В 732—735 годах Бохай воевал с Китаем. Военные действия начались с того, что бохайский флот напал на китайский порт Дэнчжоу на Шаньдунском полуострове и разгромил его. Бохайская армия дошла до гор Мадошань, где её остановили китайские войска. Империя Тан провела мобилизацию, собрав многочисленные войска и призвав своего вассала — Силла, который потерпел поражение и объяснил его плохой погодой. В 735 году война закончилась тем, что обе стороны объявили себя победителями. Китай получил право на беспошлинную торговлю и беспрепятственное поселение китайцев в двух портах на Ляонине, их подсудность китайским представителем. Однако границы Бохай не изменились. Хотя китайские историки оспаривают это и на своих картах рисуют полуостров в составе империи Тан.
По данным З. Н. Матвеева и Т. Кавасаки, основными бохайскими товарами на внешнем рынке были кони, шёлк, мёд, женьшень, охотничьи соколы, меха (шкуры соболя, тигра, медведя, лисы).

### Падение
Бохай пало в 926 году вследствие внутреннего конфликта, возникшего в 907 году после воцарения Ай. Который был вызван попыткой когурёсцев захватить ключевые посты в государстве. Что не было признано сначала Тунляо, которые стали часть образовавшейся Империи Ляо. А потом и остальных народов. Что вылилось в то что Ляо легко победило Бохай из-за нежелания населения оказывать им сопротивление.
На его месте кидани создали вассальное государство Дундань.
Корейское население Бохай не признало поражения, часть знати бежало в Корё, также на территории компактного проживания корейцев в бывшем Бохай существовало сепаратисткое корейское государство — Поздний Бохай, управлявшиеся представителями королевского рода Тэно.
По мнению многих учёных, основное население Бохая в дальнейшем стало называться чжурчжэнями. Это например подтверждается всеми китайскими источниками.

## Государственное устройство и культура

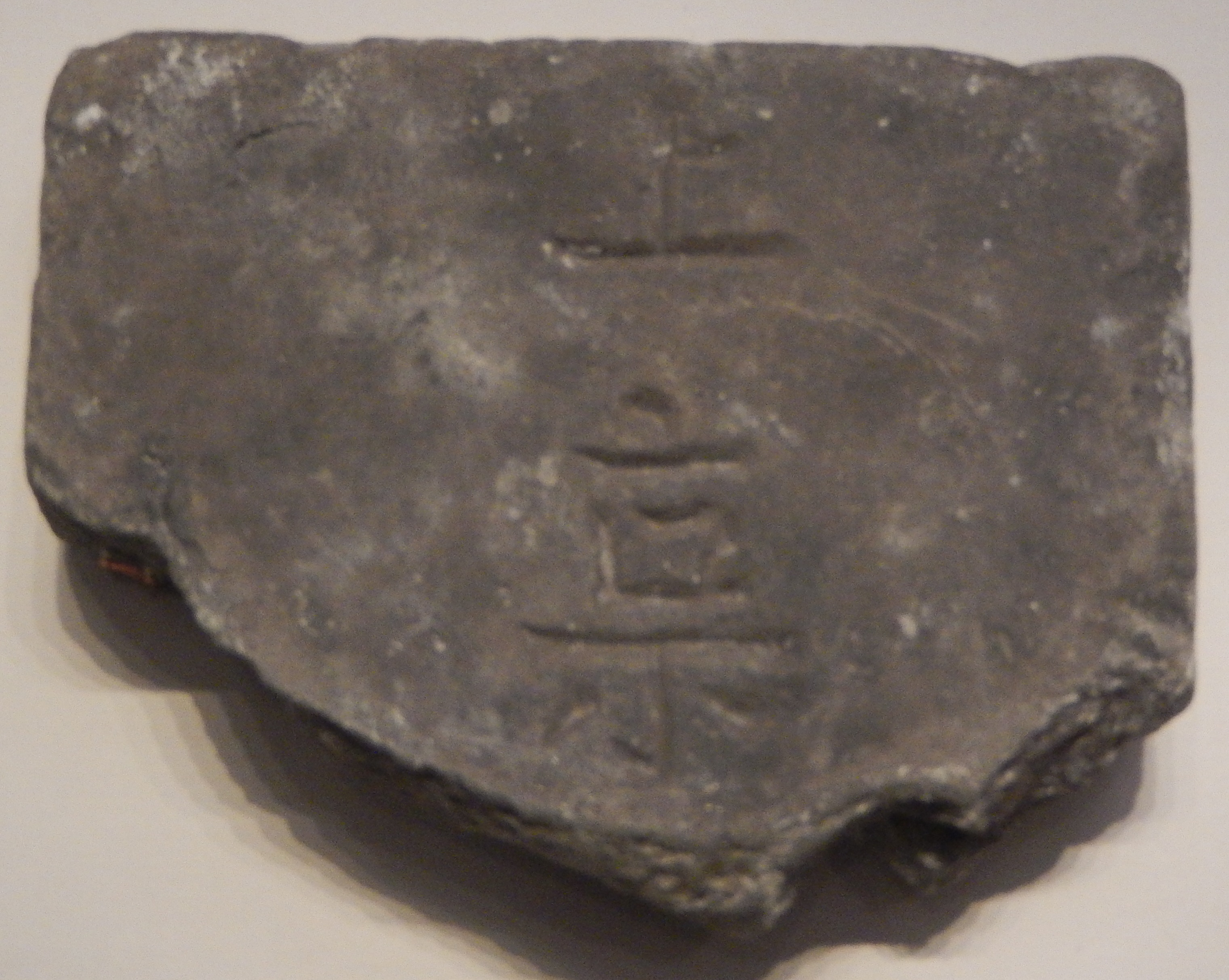
Фрагмент кирпича с надписями 上京 «Верхняя столица» Бохая. Национальный музей Китая

Административно территория Бохая делилась на 8 провинций. В государстве было 5 столиц в соответствии с принципом у-син. А по другой версии у Бохай было пять столиц, пятнадцать провинций и шестьдесят три округа.
Государственный аппарат Бохай был в целом похож на конфуцианский китайский, но имел ряд существенных отличий. В частности, особый статус имели жрецы шаманистических культов, были должности, передававшиеся только среди ограниченного круга знати. Отсутствовал конфуцианский экзамен на знание конфуцианских религиозных текстов. Должности могли занимать представители любых религий.
Национальный состав сильно отличался в зависимости от региона. В южных регионах в районе южной столицы — предположительно Пунчхона (КНДР) — жили в основном когурёсцы с небольшим количеством силласцев, по каким-либо причинам покинувшие Силла. Также когурёсцы преобладали на всей территории Бохай, ныне входящей в КНДР, и в горных районах Гирина (Китай). Всего около 1,3 миллионов человек или 18 %, они были крупнейшим меньшинством, оказывавшим активное влияние на государственную политику Бохай и технологии. В остальной части страны кроме Тунляо преобладали мохэ — народ тунгусо-маньчжурской группы, численность которого насчитывала 4 миллиона человек или чуть больше 60 % населения. В районе Тунляо жили кидани, подвластные Бохай. На момент падения государства их орда насчитывала примерно 600 тысяч человек. В Посьетском заливе было поселение, населённое преимущественно ранними японцами, родственными когурёсцам и эмичиу (Краскино городище), рядом с ним располагались залежи обсидиана, который имел религиозное значение для этой группы. Было также некоторое количество нивхов. На севере, в районе к югу от современного Харбина, в империи жили племена оленеводов-тунгусов, которые выплачивали дань шкурами и рогами, а также торговали снадобьями из пантов.
После своего основания Бохай активно импортировало культуру и политическую систему династии Тан, и китайцы ответили взаимностью, описав Бохай как «цветущую землю Востока». Бюрократия Бохай была смоделирована по образцу трех департаментов и шести министерств и использовала китайские иероглифы для написания своего родного языка в административных целях. Хотя Бохай было формальным вассалом империи Тан, он следовал своим собственным независимым путем не только во внутренней политике, но и во внешних отношениях. Кроме того, она считала себя империей, всегда посылавшей послов в соседние государства, такие как Япония, в независимом качестве.
Первоначальная столица находилась на горе Дунмо в современном Дуньхуа, Цзилинь, Китай.
Дунцзинчэн, (кит. упр. 东京城镇, пиньинь Dōngjīngchéng zhèn) 渤海镇; Bóhǎi zhèn; 44,109°N 129,215°E), или Лунцюаньфуen — верхняя столица государства Бохай, рядом с современного посёлком Бохайчжэнь, городского уезда Нинъань провинции Хэйлунцзян (Китай). Основан как столица Бохая с 755 по 875 (позднее назывался Лунцюаньфу, Хуханьчэн, с 926 после завоевания киданями — Тяньфучэн). Город был заброшен после перенесения из него столицы марионеточного государства Дундань в 930. Д. делился на внешний, царский и дворцовый. Внешний был обнесен земляным валом, снаружи облицованным камнем. В стенах имелось 10 ворот. От ворот начинались улицы, пересекавшие город и делившие внутреннее пространство на прямоугольные кварталы, которых насчитывалось 80. Главные ворота находились в центре южной стены. Отсюда на север вела главная улица, упиравшаяся в царский город, находившийся в северной части. Дворцовый город с запретными зонами с парками и дворцами располагался севернее царского города. В 742 году он был перенесен в Центральную столицу Хэ-Лун, Гирин. Он был перенесен в Северную столицу Нинань, Хэйлунцзян в 755 году, в восточную столицу Хуньчунь, Цзилинь в 785 году и обратно в Северную столицу в 794 году

## Этнокультурная принадлежность
История государства Бохай является предметом научных споров исследователей четырех государств на протяжении длительного времени. Это не удивительно, ведь историческое наследие Бохая затрагивает геополитические интересы Китая, Северной и Южной Кореи, а также России. Наиболее популярная точка зрения китайской науки предполагает об изначально преобладавшем в процессе становления этого государства корейском генезисе — племена Гаоли, которые подверглись ассимиляции тунгусами-мохэсцами, которые, в свою очередь, в итоге были ассимилированы ханьцами, что, по мнению китайских ученых, предоставляет историческое право Китаю считать Бохай частью своей истории. Корейские ученые выдвигают две основные версии, одна из которых предполагает вассальную зависимость Бохая (корейск.: Пархэ) от Корё, а вторая возводит генезис Бохая к корейскому происхождению государства. Российские исследователи, в целом, сходятся во мнении, обозначая, во-первых, полиэтничный состав государства, во-вторых, преобладание тунгусо-маньчжурского компонента в административном составе населения Бохая.

### Корейская теория
В Республике Корея на государственном уровне поддерживается альтернативный взгляд на историю основания этого государства и его границы, его этнический состав, национальность правящей династии и прочтение их имён. Это является предметом историографического спора между Республикой Кореей, Китаем и Россией.
Согласно официальной государственной теории Республики Корея это государство называлось не Бохай, а Пархэ или Пальхэ, а также Balhae в корейской литературе для англоговорящих. Государство было основано беженцами из Когурё и они были правящим классом Пархэ. Пархэ было корейским государством, в котором мохэ были в роли рабочей бедноты, работавшей на корейских дворян, и крестьян, плативших корейцам дань. В Пархэ безраздельно доминировала корейская культура во всех сферах жизни. Так же народ мохэ называется мальгаль. Что подразумевает теорию о том что этот народ является корейцами-полукровками или корейцами, жившими в Маньчжурии с незапамятных времён — согласно ряду спонсируемых правительством Республики Корея теорий, в основном выдвигаемых представителями сообщества сторонников «Хвандан коги», которое получает в Южной Корее государственное финансирование. Также их поддерживает «реформаторская научная школа».

## Наследие в культуре

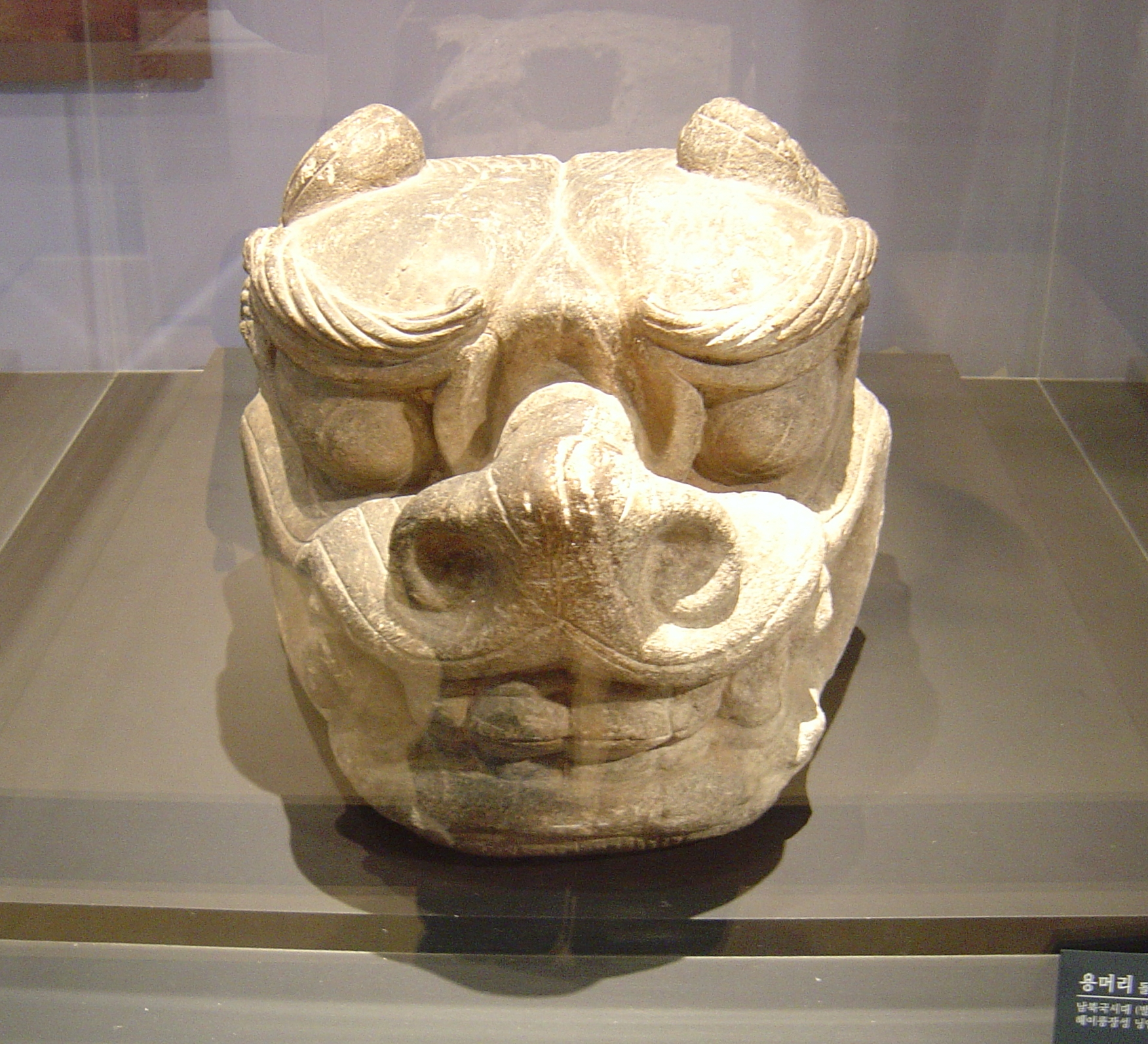
Бохайская голова дракона в Национальном музее Кореи

Возникновение, краткий расцвет и внезапный распад царства Бохай (698—926) почти совпадают с эпохой династии Тан (618—907), когда творили великие поэты Ли Бо, Ду Фу, Гао Ши. Культурный обмен между сопредельными царствами происходил интенсивно. И, несмотря на часто враждебные отношения между ними, государства находились в едином культурном пространстве.
Бохайцы имели свою письменность. В основе её лежали как тюркское руническое письмо, так и корейское письмо «иду», которым пользовались торговцы при заключении сделок. Китайцам руническое письмо напоминало отпечатки лап птиц и животных, и было непонятно. При этом официальным государственным языком оставался китайский. На нём велись все царские указы и летописи. Бохайские князья отправляли своих отпрысков для изучения китайского языка в танскую столицу Чанъань. В 831 году за один раз в Бохай вернулись 150 человек, обучавшихся в Китае. Школы открывались повсеместно при сельских храмах. Аристократам не позволялась вступать в брак, если они не владели китайской грамотой и не умели стрелять из лука.
Китайский поэт Ли Бо упоминал Бохай в одном своем стихотворении: «Над У нависла снега пелена, / Летящая с туманного Бохая». (Перевод С. А. Торопцева). В другом китайском источнике сообщалось: «Ли Бо, небожитель пьяный, пишет письмо, устрашавшее государство Бохай».
Одним из ярких представителей культуры Бохай был поэт Хайтэй, ставший известным за пределами царства. Благодаря свидетельствам японских и китайских летописей его имя не осталось в забвении.
Из японской летописи[какой?] известно, что впервые Хайтэй побывал в Японии в 882 году. В ней говорится: «Так как посол Хайтэй был знаменитым учёный, то микадо приказал навещать его учёному Сугавара Митидзанэ (845—903), тоже пользовавшемуся известностью. Оба остались крайне довольными друг другом. Микадо прислал послу также одну из своих одежд. При отправлении посольства ему вручены были подарки и письмо князю».
Второй раз поэт Хайтэй оказался в древней стране Ямато в 895 году. И на этот раз произошла встреча двух поэтов. «Оба были рады взаимному свиданию, устроили пир, на котором сочиняли поэтические произведения». Хайтэй произвёл глубокое впечатление на японскую аристократию своей учёностью и поэтическим даром. Бохайские послы наведывались в страну Ямато не реже одного раза в десять лет.
Спустя пятьдесят лет остатки царства Бохай оставались ещё существовать на территории южного Приморья, включая город Шуайбинь (Раздольное). Культура Бохая оказала заметное влияние на соседние страны, в том числе на Японию эпохи Нара. По словам академика Н. И. Конрада, японский театр в середине VIII века испытал влияние театральной культуры Бохая, известного в Японии как «боккайгаку», то есть бохайское театральное искусство.